# Hormigón pretensado

Esquema de deformaciones.

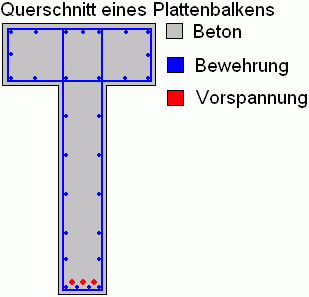
Esquema de la sección transversal de una viga donde se aprecia la armadura pasiva (color azul) y la armadura de pretensado (color rojo).

Se denomina hormigón pretensado (en algunos lugares de Hispanoamérica concreto preesforzado) a la tecnología de construcción de elementos estructurales de hormigón sometidos intencionadamente a esfuerzos de compresión previos a su puesta en servicio. Dichos esfuerzos se consiguen mediante barras, alambres o cables de alambres de acero que son tensados y anclados al hormigón.
El pretensado es una técnica (tecnología) de la ingeniería estructural mediante la cual, en un sistema estructural dado, se introducen (en forma previa) estados tensionales preliminares de manera de contrarrestar los ulteriores estados tensionales solicitantes en cierto grado (total, parcial o limitado -ver más abajo-).
Esta técnica se emplea para superar la debilidad natural del hormigón frente a esfuerzos de tracción, y fue patentada por Eugène Freyssinet en 1920.
El objetivo es el aumento de la resistencia a tracción del hormigón, introduciendo un esfuerzo de compresión interno que contrarreste en parte el esfuerzo de tracción que producen las cargas de servicio en el elemento estructural.
La resistencia a la tracción del hormigón convencional es muy inferior a su resistencia a la compresión, del orden de 10 veces menor. Teniendo esto presente, es fácil notar que si deseamos emplear el hormigón en elementos, que bajo cargas de servicio, deban resistir tracciones, es necesario encontrar una forma de suplir esta falta de resistencia a la tracción.
En el hormigón armado convencional se proporciona resistencia a la tracción a los elementos estructurales colocando acero de refuerzo (pasivo) en las zonas de los elementos estructurales donde pueden aparecer tracciones. Esta forma de proporcionar resistencia a la tracción puede garantizar una resistencia poco adecuada al elemento y presenta el inconveniente de no impedir el agrietamiento del hormigón para ciertos niveles de carga. Una manera de evitar que aparezcan las fisuras, y por tanto eliminar el peso muerto de hormigón fisurado, es introducir unas fuerzas adicionales que compensen el efecto de las acciones exteriores de manera que, cuando actúan conjuntamente las acciones exteriores y esas fuerzas adicionales, sus efectos se compensen. De esta manera se llega al hormigón pretensado. En la manera más habitualmente utilizada hoy en día, el pretensado se materializa embebiendo en el hormigón unos cables de acero con un trazado adecuado que se ponen en tracción previamente a la puesta en servicio de la estructura.

## Presfuerzo
El esfuerzo de pretensado se puede transmitir al hormigón: 
- Mediante armaduras pretesas; generalmente barras o alambres que se tensan en un banco, se mantienen tensadas y se embeben dentro del molde en hormigón fresco para formar una pieza. Cuando el hormigón ha fraguado se sueltan los anclajes y el hormigón queda comprimido. Este es el método utilizado mayoritariamente en elementos prefabricados.
- Mediante armaduras postesas; generalmente cables compuestos por alambres que se introducen en conductos huecos dentro de las piezas de hormigón y se tensan cuando este ya ha fraguado. Este es el método utilizado principalmente para construir tableros de puentes y otras grandes estructuras cuando éstas se hormigonan in situ.

Normalmente al aplicar esta técnica, se emplean hormigones y aceros de alta resistencia, dada la magnitud de los esfuerzos inducidos.
Según se ha indicado el pretensado se puede lograr de dos maneras: pretesado (con armaduras pretesas) y postesado (con armaduras postesas). De esta forma, la palabra general pretensado se utiliza para referirse simultáneamente tanto al hormigón pretesado como al hormigón postesado, donde lo que cambia es el momento en el que se produce el tesado de los cables. Así, en general, se habla de estructuras pretensadas, cuando no se quiere hacer referencia al momento en que se produce el tesado de los cables y, se dirá estructuras pretesadas o estructuras postesadas cuando este momento es importante.

## Hormigón pretesado - con armaduras pretesas
El hormigón se vierte alrededor de tendones tensados. Este método produce un buen vínculo entre el tendón y el hormigón, el cual protege al tendón de la oxidación, y permite la transferencia directa de tensión. El hormigón o concreto fraguado se adhiere a las barras, y cuando la tensión se libera, es transferida hacia el hormigón en forma de compresión por medio de la fricción. Sin embargo, se requieren fuertes puntos de anclaje exteriores entre los que el tendón se estira y los tendones están generalmente en una línea recta. Por lo tanto, la mayoría de elementos pretesados de esta forma son prefabricados en taller y deben ser transportados al lugar de construcción, lo que limita su tamaño. Elementos pretesados pueden ser elementos balcón, dinteles, losas de piso, vigas de fundación o pilotes.

## Hormigón postesado - con armaduras postesas

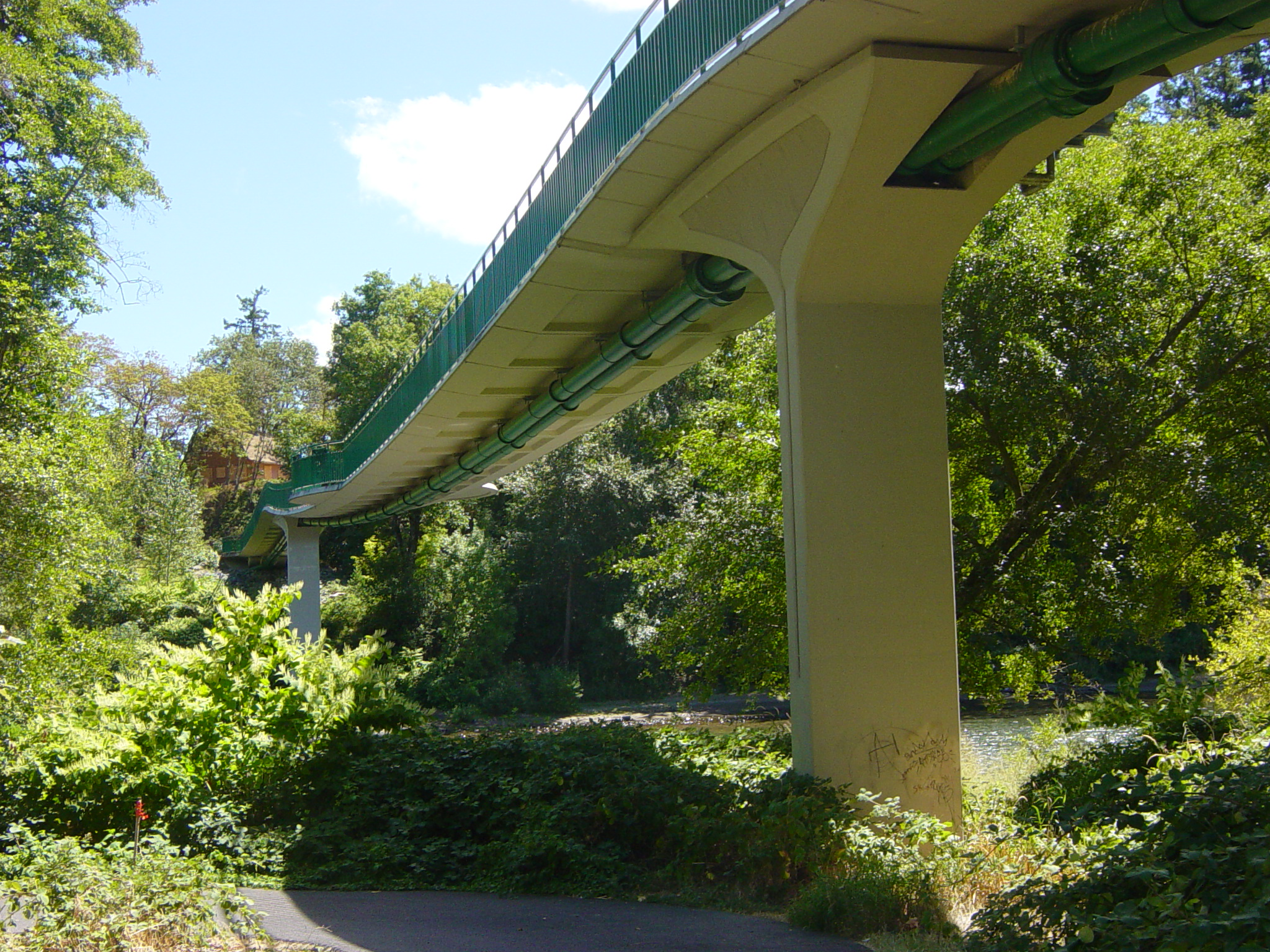
Puente peatonal en volados sucesivos postesados, Grants Pass, Oregón, EE. UU.

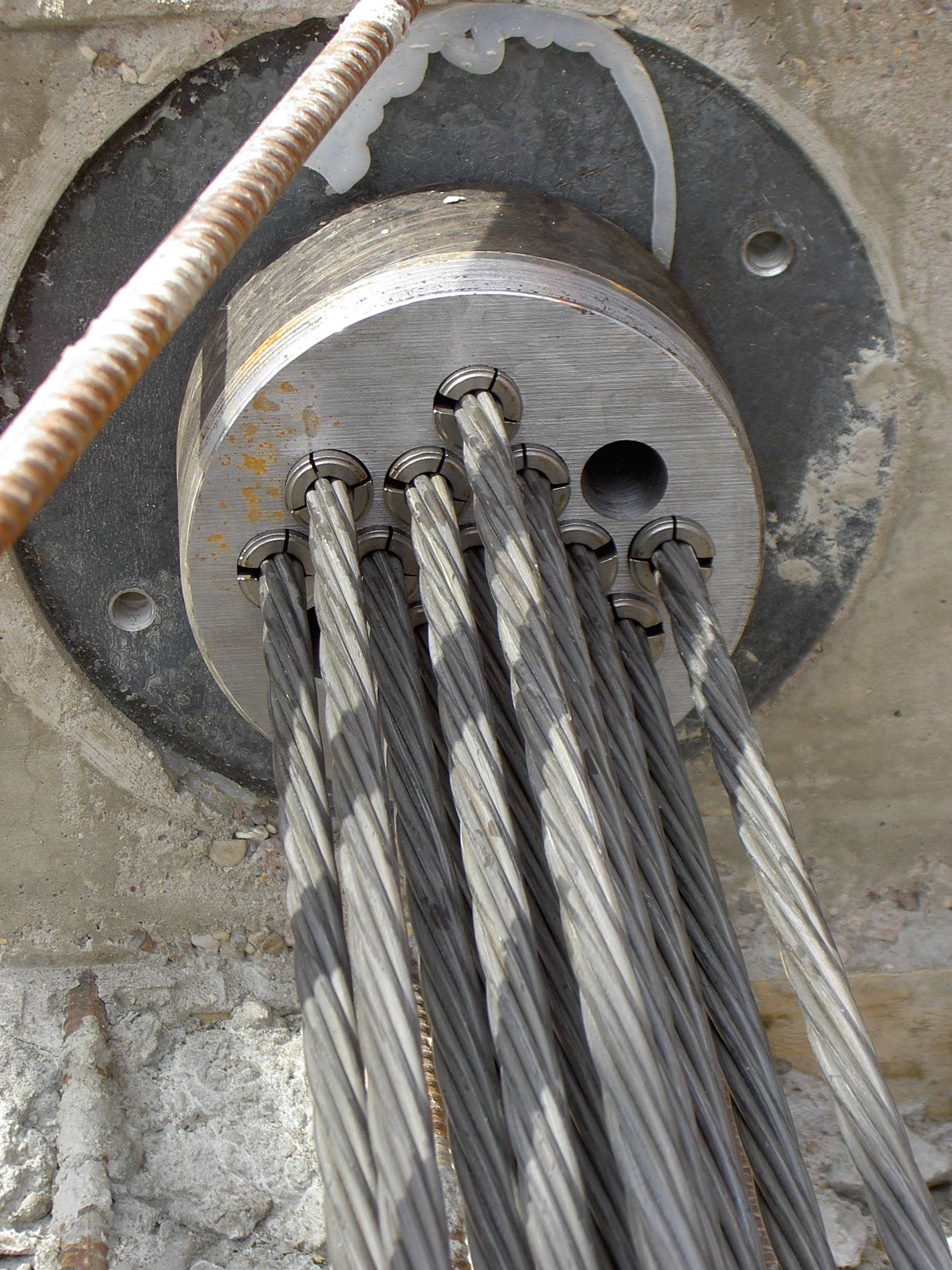
Placa de anclaje de los cables de postesado en un puente.

Es la locución descriptiva para la aplicación de compresión tras el vertido y posterior proceso de secado in situ del hormigón. En el interior del molde de hormigón se coloca una vaina de plástico, acero o aluminio, para seguir el trazado más conveniente en el interior de la pieza, siguiendo la franja donde, de otra manera, se registrarían tracciones en el elemento estructural. Una vez que el hormigón ha fraguado, los tendones se pasan a través de los conductos. Después dichos tendones son tesados mediante gatos hidráulicos que reaccionan contra la propia pieza de hormigón. Cuando los tendones se han estirado lo suficiente, de acuerdo con las especificaciones de diseño (véase la ley de Hooke), estos quedan atrapados en su posición mediante cuñas u otros sistemas de anclaje y mantienen la tensión después de que los gatos hidráulicos se retiren, transfiriendo así la presión hacia el hormigón. El conducto es rellenado con grasa o lechada de cemento para proteger los tendones de la corrosión. Este método es comúnmente utilizado para crear elementos estructurales de obra civil o edificación sometidos a esfuerzos de tracción importantes. Por ejemplo, el postesado se utiliza en la construcción de puentes de hormigón, siendo prácticamente imprescindible en los sistemas de construcción por voladizos, empuje y dovelas prefabricadas, etc.

## Ventajas e inconvenientes

### Ventajas
- Brinda un mejor comportamiento bajo cargas de servicio.
- Los elementos pretensados logran ser eficientes y esbeltos utilizando menos material que otros procesos constructivos.
- Su producción en serie, al ser industrializados, brinda mayor ajuste en el tiempo.
- Cuando se usa adecuadamente y en los elementos que corresponde, se consigue disminuir los costos de la obra.
- Permite controlar deflexiones de manera más eficiente.
- Controla las fisuras y por lo tanto ofrece una mayor durabilidad.

### Inconvenientes
- Requiere una inversión inicial.
- El diseño de los elementos estructurales es más complejo y especializado.
- Es necesario contar con operarios especializados, tanto para la construcción de los elementos postesados como el montaje de los elementos pretesados.
- Si no se emplea adecuadamente y en los elementos que corresponde, se pueden incrementar los costos de la obra.
- Las tareas de deconstrucción y demolición son peligrosas de ejecutar y deben ser realizadas por personal especializado.
- Los sistemas de anclaje (y otros materiales necesarios) debe ser importados desde países que cuentan con este tipo de producción industrial.

## Materiales
Los componentes básicos del Hormigón Pretensado son dos: el Hormigón y el Acero. Ambos con características específicas que lo distinguen de otros procesos constructivos.

### Hormigón
- Las resistencias generalmente usadas son de 35, 40, 45, 50 y 55 MPa (350, 400, 450, 500 y 550 kg/cm²)

### Acero
- Los tres principales tipos de acero son:
  - Alambres.
  - Alambres trenzados (torones).
  - Barras.

- Las resistencias generalmente usadas de los aceros de pretensar varían de 1570 a 1860 MPa (del orden de 15,000 a 18,000 kg/cm²).

## Historia y evolución
La idea de pretensado, desde un planteamiento general, no es ni mucho menos un «invento» propio de la ingeniería estructural y existen numerosos ejemplos de la actividad humana en la que es posible encontrar soluciones pretensadas, en el sentido de «aplicación previa de unas fuerzas que conduzcan a un estado de tensiones o de deformaciones deseado». Un ejemplo puede apreciarse en la manera de fabricar los toneles o barricas destinados a albergar algún tipo de líquido (como es el caso de los toneles de vino). Estas «estructuras» están formadas por duelas de madera machihembradas que se zunchan con aros metálicos que se calientan antes de abrazar el tonel para que, al enfriarse, compriman las duelas entre sí. Si no se hiciera de esta manera, la presión del líquido contenido en el tonel abriría las juntas y lo haría inútil. Otro ejemplo es el de la rueda de una bicicleta, que es una estructura formada por un aro externo enlazado a otro aro interior mediante los radios que son unos finos elementos metálicos. Para que esta estructura soporte el peso del ciclista sin deformarse, los radios son enroscados en alojamientos dispuestos a tal efecto para ponerlos en tracción.
Aunque con el tiempo se han hecho diversos intentos para disminuir el agrietamiento del hormigón bajo tracción,  Según Freyssinet, pretensar un elemento estructural consiste en crear en él, mediante algún procedimiento específico, antes o durante la aplicación de las cargas externas, esfuerzos de tal magnitud que, al combinarse con los resultantes de dichas fuerzas externas, anulen los esfuerzos de tensión o los disminuyan, manteniéndolos bajo las tensiones admisibles que puede resistir el material. 
Es cierto que 40 años antes había habido otros inventores, las contribuciones más importantes a su solución suelen atribuirse al ingeniero francés Eugène Freyssinet, quien convirtió en realidad práctica la idea de pretensar los elementos de hormigón. A él le cabe el mérito de haber sido el primero en darse cuenta de la importancia de los fenómenos de las deformaciones diferidas de retracción y, sobre todo, la fluencia, y su importancia para la efectividad del pretensado a largo plazo, gracias a su tenacidad y a conocimientos en el campo del análisis estructural. 
Veamos algunos de los hitos más importantes en relación con el hormigón pretensado: 
1886:

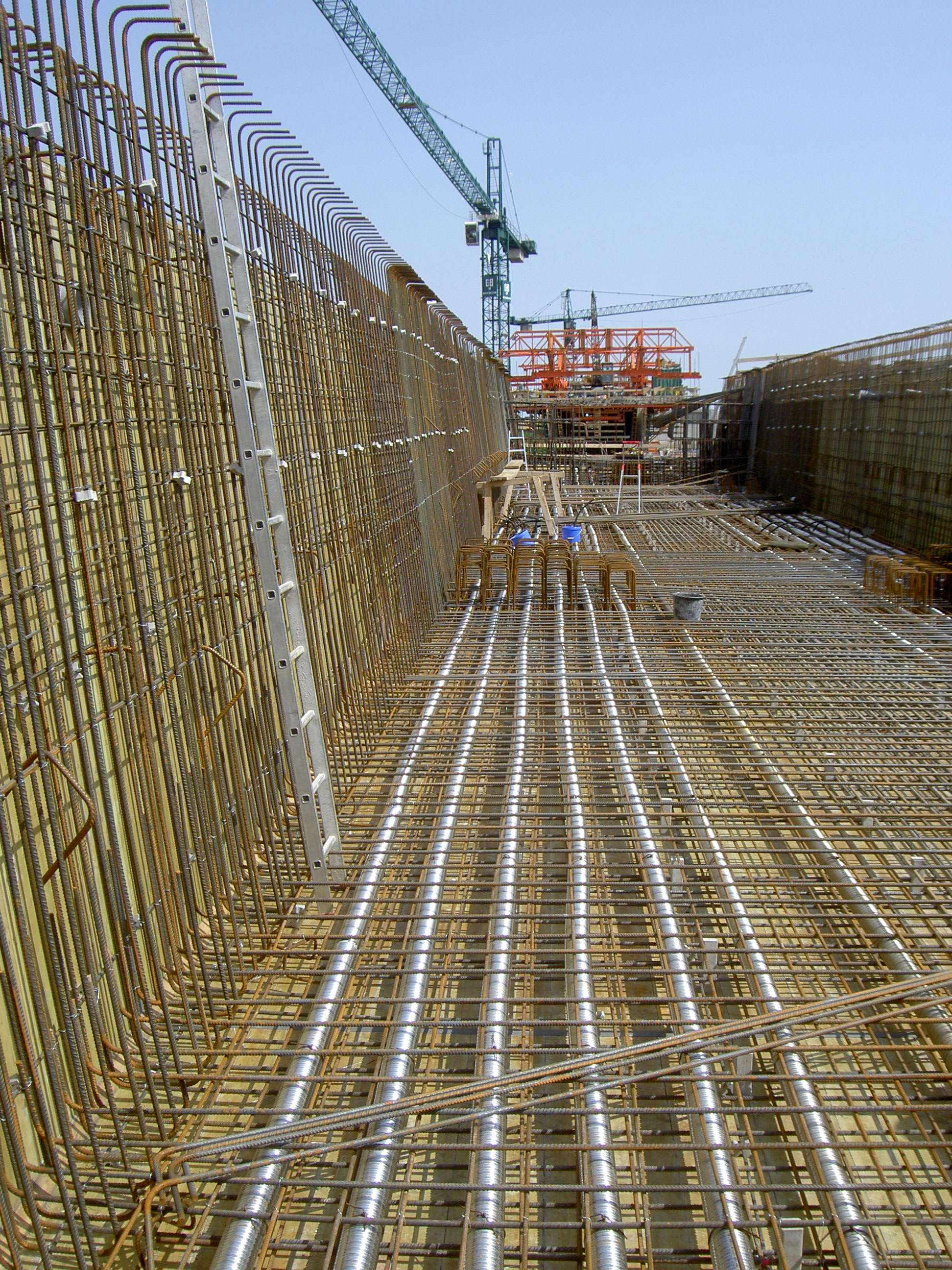
Tubos para cables postesados en el encofrado

En este año es aplicado el principio anterior al hormigón cuando P. H. Jackson, un ingeniero de San Francisco, California, obtuvo las patentes para atar varillas de acero en piedras artificiales y en arcos de hormigón que servían como losas de pisos.
1888:
Hacia este año, C. E. W. Dohering, de Alemania, aseguró una patente para concreto armado con metal que tenía aplicado un esfuerzo de tensión antes de que fuera cargada la losa.
1908:
C. R. Steiner, de los Estados Unidos, sugirió la posibilidad de reajustar las barras de refuerzo después de que hubiera tenido lugar cierta contracción y fluencia del hormigón, con el objeto de recuperar algunas de las pérdidas.
1925:
R. E. Dill, de Nebraska, ensayó barras de acero de alta resistencia cubiertas para evitar la adherencia con el hormigón.
Después de colocar el hormigón, se tensaban las varillas y se anclaban al hormigón por medio de tuercas en cada extremo.
1928:
Se inicia el desarrollo moderno del hormigón pretensado en la persona de Eugène Freyssinet, de Francia, quien empezó usando alambres de acero de alta resistencia para el pretensado. Tales alambres contaban con una resistencia a la rotura tan elevada como 18,000 kg/cm², y un límite elástico de más de 12,600 kg/cm².
1939:
Freyssinet produjo cuñas cónicas para los anclajes de los extremos y diseñó gatos de doble acción, los cuales tensaban los alambres y después presionaban los conos machos dentro de los conos hembra para anclarlos a las placas de anclaje. Este método consiste en estirar los alambres entre dos pilares situados a varias decenas de metros, poniendo obturadores entre las unidades, colocando el hormigón y cortando los alambres después de que el hormigón adquiera una resistencia de diseño específica.
1945:
La escasez de acero en Europa durante la Segunda Guerra Mundial le dio ímpetu al desarrollo del hormigón pretensado, puesto que se necesitaba mucho menos acero para este tipo de construcción con respecto a las convencionales en hormigón armado.
Si bien Francia y Bélgica encabezaron el desarrollo del hormigón pretensado, Inglaterra, Alemania, Suiza, Holanda, Rusia e Italia rápidamente lo continuaron. Cerca del 80% de todos los puentes que se construyen en Alemania son de hormigón pretensado.
En 1945 Pacadar prefabrica la primera viga pretensada en España.
1949:
Se empieza a trabajar en Estados Unidos con el pretensado lineal al llevarse a cabo la construcción del afamado puente Filadelfia Walnut Lane Bridge. La Bureau of Public Roads (Oficina de caminos públicos), ha investigado y mostrado que durante los años 1957-1960 se autorizaron para la construcción 2052 puentes de hormigón pretensado, totalizando una longitud de 68 mi, con un costo total de 290 millones de dólares.
1951:
Se construye el primer puente pretensado en México. Siendo la ciudad de Monterrey la madrina de tal acontecimiento, al llevarse a cabo la construcción del puente "Zaragoza" que cuenta con 5 tramos de 34 m cada uno y cuya finalidad es la de proporcionar circulación a través del río Santa Catarina.
1952:
Hay una reunión en Cambridge, en la cual se crea una sociedad internacional bajo el nombre de Fédération Internationale de la Précontrainte (FIP). El objetivo principal de este grupo de ingenieros visionarios era diseminar el mensaje e iluminar al mundo acerca del concepto relativamente desconocido de la construcción con hormigón pretensado, lo cual se llevaría a cabo alentando la integración de grupos nacionales en todos los países que tuviesen particular interés en el asunto y facilitando un foro internacional para el intercambio de información.
1958:
Se construye el puente Tuxpan (carretera México - Tuxpan) con una longitud total de 425 m. Estructura principal de tres luces de 92 m de hormigón pretensado, construidos con el procedimiento de doble voladizo (primer puente de este tipo en América Latina).
1962:
Se construye el puente Coatzacoalcos con una longitud total de 996 m. Tramos de vigas pretensadas de 32 m y un tramo de armadura metálica levadizo de 66 m de luz, apoyados en pilas de hormigón armado.

## Aplicaciones
El hormigón pretensado es el material predominante en puentes de vigas, en puentes construidos in situ de largos tramos entre pilas, o construidos por métodos especiales como voladizos, empuje, etc. También es muy empleado en pisos de rascacielos, en cámaras de reactores nucleares, así como en los pilares y núcleos resistentes de edificios preparados para resistir un alto grado de terremoto y protección contra explosiones.
Una ventaja del hormigón pretensado es el menor coste de construcción gracias al empleo de elementos más ligeros, como losas delgadas - especialmente importante en los edificios altos en los que el ahorro de peso del piso puede traducirse en plantas adicionales para el mismo y menos coste.
El aumento de las longitudes aumenta el espacio utilizable en los edificios; disminuyendo el número de juntas, lo que conduce a la disminución de los costes de mantenimiento durante la vida de diseño de un edificio, ya que dichas juntas son el principal escenario de debilidad en los edificios de hormigón.
El primer puente de hormigón pretensado en América del Norte es el Walnut Lane Puente Memorial en Filadelfia (Pensilvania). Se terminó y se abrió al tráfico en 1951.

## Análisis en el tiempo y pérdidas del pretensado
El estudio del comportamiento del hormigón pretensado implica su análisis en el tiempo ya que las propiedades mecánicas de los materiales se degradan y no son constantes a lo largo de toda la vida útil del sistema.
Las dos etapas críticas del sistema tienen lugar: (a) durante el momento del tesado -efectos inmediatos-, y (b) al final de la vida útil -efectos diferidos-. Por tanto, de manera general, el análisis debe considerar las siguientes pérdidas.
(a) Pérdidas inmediatas:
- Fricción -si hubiere-
- Incrustación del anclaje -si hubiere-
- Acortamiento elástico del hormigón

(b) Pérdidas diferidas:
- Relajación de la armadura tesa
- Fluencia del hormigón
- Retracción del hormigón

## Grado de pretensado
Según en qué medida los estados tensionales preliminares contrarresten los estados tensionales solicitantes se tienen los siguientes tres posibles grados de pretensado: total, parcial o limitado.
Pretensado total
Ocurre cuando, en la fibra más desfavorable de la sección transversal crítica, los estados tensionales preliminares contrarrestan totalmente los estados tensionales solicitantes. Se obtiene así un estado tensional resultante nulo sobre ésta.
De esta manera se logran dos características importantes sobre todo el perfil transversal de la sección: (1) todo él está en compresión y, por tanto, (2) no existe fisuración en el hormigón.
En los primeros tiempos del uso del pretensado este es el grado de pretensado que se popularizó. Aunque su consideración es evidente, sin embargo, pronto se hizo notorio que adolecía de dos desventajas importantes: (1) anular totalmente los estados tensionales finales resulta oneroso porque demanda significativa cantidad de fuerza de tesado con el consiguiente sobre-requerimiento de armadura tesa y potencia de gato, y (b) se desaprovecha la (aunque escasa pero existente) resistencia a tracción del hormigón (del orden del 10 % de su resistencia a compresión).
Los intentos por optimizar la técnica desembocaron en la consideración del siguiente grado de pretensado: el pretensado parcial.
Pretensado parcial
Con este grado de pretensado los estados tensionales preliminares contrarrestan solo parcialmente los estados tensionales solicitantes de manera que, en la fibra más desfavorable de la sección transversal crítica, se aceptan estados tensionales finales en tracción pero de pequeña magnitud e inferiores a la capacidad en tracción de esta fibra.
De esta manera se obtienen las dos siguientes características sobre el perfil de la sección transversal crítica: (1) si bien la mayoría de la sección se encuentra en compresión existe una pequeña porción de él que se encuentra ligeramente traccionada en magnitud inferior a su capacidad a tracción y, por tanto, (2) la sección tampoco se encuentra fisurada.
Con esta caución se consiguieron, a la vez, dos mejoras: (1) se redujo la cuantía de armadura tesa necesaria -así como la consiguiente potencia de gato requerida para instalarla-, y (2) se redujo el costo del pretensado.
Pero esto condujo a algo más. Ya que los tecnólogos del hormigón pretensado se encontraban en el afán de optimizar su aplicación, y ya que lo habían conseguido con la introducción del grado parcial de pretensado, era lógico que se cuestionaran si esto terminaba allí o si había la posibilidad de empujar el límite aún más. Pronto encontraron que la respuesta a esta asunto era afirmativa, lo que dio paso al surgimiento del siguiente grado de pretensado: el pretensado limitado.
Pretensado limitado
Cuando plantean los estados límite de servicio (ELS) las modernas normas de hormigón estructural incluyen tres componentes por verificar: (1) deformación -flechas-, (2) fisuración, y (3) vibración.
Por una parte, evidentemente, en un sistema estructural dado, sólo uno de estos tres componentes es crítico y domina su comportamiento; por otra parte, estas normas imponen valores admisibles para estos tres parámetros: máxima flecha admisible, máxima apertura admisible de fisura y mínima frecuencia de vibración.
El grado de pretensado limitado consiste en adoptar para el sistema estructural un grado tal de pretensado de manera que se permita la tracción sobre el perfil transversal de la sección, pero de modo que se limite o su flecha máxima o su máxima apertura de fisura o su periodo de vibración de forma que no se rebasen los valores límites admisibles acotados por norma.
Evidentemente, con este abordaje se reduce aún más (en comparación con el grado parcial de pretensado) la cuantía de armadura tesa requerida así como la capacidad de gato necesaria, obteniéndose una sustancial optimización del pretensado.

## Normativa relacionada
- Código Estructural - España - 2021 (PDF)
- Código Estructural - España - 2021 (En línea)
- Instrucción Española del Hormigón Estructural EHE-08 derogada en 2021 con la aprobación del Código Estructural de 2021
- EHE-08 - España - 2008 (BOE RD 1247/2008 (PDF)